# Makoto Kimura
Makoto Kimura (木村 誠 Kimura Makoto?, nacido el 10 de junio de 1979 en Fukui) es un exfutbolista japonés. Jugaba de defensa y su último club fue el Zweigen Kanazawa de Japón.

## Trayectoria

### Clubes
| Club              | País  | Año         |
| ----------------- | ----- | ----------- |
| Kawasaki Frontale | Japón | 2002 - 2005 |
| Montedio Yamagata | Japón | 2006 - 2009 |
| Zweigen Kanazawa  | Japón | 2010        |

## Palmarés

### Títulos nacionales
| Título    | Club              | País  | Año  |
| --------- | ----------------- | ----- | ---- |
| J2 League | Kawasaki Frontale | Japón | 2004 |